# Сумка дипкур'єра (фільм)
«Сумка дипкур'єра» (рос. Сумка дипкурьера) — український радянський художній німий чорно-білий фільм знятий на кіностудії ВУФКУ Одеса. Фільм вийшов 2 березня 1927 року у прокат в Києві в УРСР та 24 січня 1928 року в Москві в СРСР.
Сумка радянського дипкур'єра, за якою полюють англійські шпигуни, опиняється в моряків, що відпливають до Ленінграда й доставляють документи органам влади. Сюжет побудований на автентичному факті — збройному нападі за кордоном на радянських дипломатичних кур'єрів Теодора Нетте та Іоганна Махмасталя 26 лютого 1926 року.
З 7-ми частин фільму початкові дві втрачено.

## Сюжет

Кадр з фільму: кочегар

Сцена бійки в таверні

1-ша та 2-га частини не збереглися. В них радянське посольство в Англії командирує до Ленінграду двох кур'єрів з дипломатичною поштою. В потязі на них скоює напад інспектор таємної поліції з групою поліцейських.
Вночі біля міста Портсмут будочник (вартовий залізничної колії) виявляє двох дипкур'єрів: один убитий, а інший поранений. Будочник забирає вцілілого додому, де той просить сина будочника, Гаррі, передати документи в Радянський Союз і помирає. Згодом англійський шпигун, інспектор Вайт, знаходить дипкур'єра, обшукує його та розуміє, що спізнився. Погрожуючи дружині будочника пістолетом, шпигун змушує її розказати куди вирушив її син і вирушає навздогін.
Портфель з документами опиняється на кораблі «Вікторія», що пливе в Радянський Союз. Матроси, котрі підтримують більшовиків, дізнаються про свій вантаж і вирішують будь-що захистити його. Корабель потрапляє у шторм, скориставшись чим його наздоганяє Вайт зі своїми поплічниками. Матроси відпочивають у кубрику, коли телеграфом приходить розпорядження від інспектора Вайта не випускати «Вікторію» з порту Дувра до його прибуття.
Коли корабель зупиняється в Дуврі, матроси вирушають до місцевої таверни, а Вайт обшукує кубрик. Однак, документи йому не вдається знайти. Тоді він підкупляє одного з матросів аби він слідкував за іншими та вивідав де портфель. Матроси дізнаються про обшук на кораблі й придумують сховати документи в речах балерини, пасажирки «Вікторії». Для цього вони розігрують бійку, під час якої підкидають балерині портфель.
Вайт підмовляє балерину розговорити боцмана, щоб дізнатись де документи. Помітивши реакцію боцмана, вона розуміє, що папери в одному з її чемоданів. Шпигун несподівано повертається та проганяє боцмана, але документів усе одно не знаходить. Балерина згодом знаходить їх у іншому чемодані та несе Вайтові. Дорогою їх перехоплює матрос і скидає в котельну.
Шпигун викликає всіх матросів, звинувачуючи в крадіжці. Його поплічник розуміє, що портфель у кочегара та силоміць відбирає папери. Але коли проносить їх Вайту, виявляється, що всередині порожньо. Вайт пропонує кочегару гроші, які той кидає шпигунові в обличчя та йде. Матроси схоплюють Вайта і його поплічника, яких викидають за борт (ці моменти змінюють оплески в кают-кампанії). Корабель терміново зупиняється підібрати їх, однак матроси зумисне не рятують людей за бортом.
«Вікторія» продовжує шлях до Ленінграду, а один з матросів показує іншому, що портфель був у нього.

## Знімальна група
- Режисер: Олександр Довженко
- Сценарист: Мойсей Зац, Борис Шаранський, Олександр Довженко (переробка)
- Оператор: Микола Козловський
- Художник-постановник: Георгій Байзенгерц

## Актори
- А. Клименко — перший дипкур'єр
- Георгій Зелонджев-Шипов — другий дипкур'єр
- Дмитро Капка — пасажир
- Онисим Суслов — будочник
- Редіна — дружина будочника
- Г. Пінклер — Джек, молодший син будочника
- Г. Скорецький — Гаррі, старший син будочника
- Іда Пензо — балерина Еллен
- О. Чернова — покоївка балерини
- Сергій Мінін — поліцейський інспектор Вайт
- Іван Капралов — моряк Ральф
- М. Буюклі — секретар посольства
- Борис Загорський — шпигун
- В. Комарецький — капітан «Вікторії»
- О. Мерлатті — помічник капітана
- А. Бєлов — власник таверни
- М. Смоленський — пасажир в окулярах
- Олександр Довженко — кочегар

## Виробництво
Довженко був запрошений на постановку фільму завдяки знанню дипломатичного середовища. В «Сумці дипкур'єра» разом з оператором Миколою Козловським, одним з піонерів українського і російського кіно, Довженко радше копіював закордонних, переважно німецьких майстрів, освоюючи роботу з кадром і мізансценою, працюючи з ритмічністю, переосмислюючи монтаж.
У цей час оператор Микола Козловський знайомить Довженка з прийомами кадрування. Здається, що режисер володіє технікою зображення, де є багато незвичайних ракурсів, нічних зйомок, експресіоністських ефектів (з використанням оптичних призм).
Тут же Довженко єдиний раз за всю кар'єру з'являється у ролі кочегара. У фільмі є такі кадри: інспектор Вайт пропонує кочегарові гроші, а той кидає їх йому межи очі. Дуже схожий випадок був у житті Довженка: зі своєї практики він розповідав, що до нього на прийом приходив одного разу якийсь тип з проханням допомогти грішми, бо той постраждав від більшовиків. Навіть мав з собою рекомендаційний лист імператриці Марії Федорівни. Після прочитання Олександр «акуратно зложив листи й шпурнув їх дегенератові в обличчя», а потім вдарив кулаком об стіл і закричав…"
Фільм «Сумка дипкур'єра» був зроблений якісно, на рівні пригодницьких фільмів 1920-х років. Він був добре сприйнятий глядачем, дивились його залюбки і стрічка довго знаходилась в репертуарі. Її також демонстрували за кордоном. Але в ній ще не розкрився індивідуальний, особливий талант Довженка. Сам він назвав цей фільм «жалюгідною пробою пера», хоча тогочасна публіка прийняла його ледве не краще за наступні роботи режисера.